# San Cristóbal de Boedo
San Cristóbal de Boedo là một đô thị trong tỉnh Palencia, Castile và León, Tây Ban Nha. Theo điều tra dân số 2004 (INE), đô thị này có dân số là 38 người.